# Salcedo (Quirós)
Salcedo (en asturiano y oficialmente Salceo) es una parroquia del concejo asturiano de Quirós (España), y un lugar de dicha parroquia. Su templo parroquial está dedicado a San Cristóbal. 
La parroquia alberga una población de 112 habitantes y ocupa una extensión de 14.48km².

## Entidades de población
Según el nomenclátor de 2011, la parroquia está formada por:
- Salcedo (Salceo, lugar): 68 habitantes
- Villar de Salcedo (Viḷḷar de Salceo, lugar): 44 habitantes